# Katrin Hartmannsegger
Katrin Hartmannsegger (* 24. Juli 1992 in Schechen) ist eine ehemalige deutsche Fußballspielerin, die von 2009 bis 2013 für den FC Bayern München in der Bundesliga aktiv gewesen ist.

## Karriere

### Vereine
Hartmannsegger begann sechsjährig beim SV Vogtareuth in der Nachbargemeinde ihres Geburtsortes im oberbayerischen Landkreis Rosenheim mit dem Fußballspielen. 13-jährig kehrte sie in ihre Gemeinde zurück und spielte fortan für den SV Schechen, bevor sie 2008 in die Jugendabteilung des FC Bayern München wechselte.
Am 28. September 2008 (2. Spieltag) krönte sie ihr erstes Spiel für den FC Bayern München beim 17:1-Heimsieg über den SC Regensburg in der Bayernliga Süd gleich mit drei Toren. In ihren sieben Ligaspielen bis 15. November 2008 (1. Spieltag) erzielte sie 10 Tore als B-Juniorin. Es folgte ein Spiel in der Bezirksoberliga und sechs Spiele im Rahmen der Bayerischen Meisterschaft, die sie mit der Mannschaft 2009 ungeschlagen gewann.
Am 20. September 2009 (1. Spieltag) debütierte sie eine Halbzeit lang für die Zweite Mannschaft in der 2. Bundesliga Süd beim 1:1-Unentschieden im Heimspiel gegen den ASV Hagsfeld. Ihr erstes Tor gelang ihr am 4. Oktober 2009 (3. Spieltag) beim 4:1-Sieg im Heimspiel gegen den TuS Wörrstadt mit dem Treffer zum 1:0 in der 21. Minute. In vier von 72 Ligaspielen traf sie jeweils dreimal.
Ihr Bundesligadebüt gab sie am 29. November 2009 (10. Spieltag) bei der 1:2-Niederlage im Heimspiel gegen den Hamburger SV mit Einwechslung für Katharina Würmseer in der 67. Minute; es blieb ihr einziges Punktspiel in ihrer Premierensaison. In der Folgesaison bestritt sie drei Punktspiele, 2011/12 vier und in ihrer letzten Saison zwei, wobei sie am 1. Mai 2013 (14. Spieltag) beim 4:3-Sieg im Auswärtsspiel gegen die FF USV Jena ihr letztes Bundesligaspiel bestritt. Zum Saisonende 2012/13 verließ sie den FC Bayern München, kehrte in ihren Geburtsort zurück und spielte eine Saison lang für den SV Schechen.
Zur Saison 2014/15 wechselte sie zum FFC Wacker München, für die sie in der Regionalliga Süd ein Tor in vier Punktspielen erzielte; in ebenso vielen Punktspielen kam sie auch in der Landesliga Süd für deren zweite Mannschaft zum Einsatz, erzielte jedoch fünf Tore. In der Folgesaison gelang ihr eine Trefferquote von 73,33 Prozent – im Zeitraum vom 6. September 2015 bis zum 8. Mai 2016 erzielte sie elf Tore in 15 Punktspielen für die erste Mannschaft.

### Nationalmannschaft
Hartmannsegger debütierte am 11. Mai 2008 in Stafsinge im Rahmen des „Vier-Länder-Turniers“ in Schweden in der U-16-Nationalmannschaft, die mit 6:0 über die Auswahl Dänemarks erfolgreich war. Gegen diese Auswahl erzielte sie in Selfoss auch ihr erstes Länderspieltor beim 8:0-Sieg im Rahmen des Nordic Cups.
Am 14. April 2009 spielte sie erstmals in der U-17-Nationalmannschaft, die in Buk in der 2. Qualifikationsrunde die Auswahl der Schweiz mit 6:0 besiegte. Anschließend nahm sie mit der Auswahl an der vom 22. bis 25. Juni 2009 währenden Europameisterschaft in Nyon teil. Im Turnier kam sie im Halbfinale, beim 4:1-Sieg über die Auswahl Frankreichs, mit Einwechslung in der 61. Minute für Nicole Rolser, zum Einsatz und drei Tage später beim 7:0-Sieg über die Auswahl Spaniens, der ihr und ihrer Mannschaft den Titel des Europameisters einbrachte.

## Erfolge
- Nordic-Cup-Siegerin 2008
- Bayrische Meisterin 2009
- U-17-Europameisterin 2009
- DFB Pokalsiegerin 2012
- Flip-Cup Siegerin 2012